# Moj mali poni: Film
Moj mali poni: Film (engl. My Little Pony: The Movie) je američko-kanadski animirani film iz 2017. godine. Film je baziran na animiranoj televizijskoj seriji Moj mali poni: Prijateljstvo je čarolija. Film je premijerno emitovan 24. septembra 2017. u Njujorku. Zvaničnu premijeru film je imao 6. oktobra 2017. u bioskopima širom Amerike. Film je premijerno emitovan 12. oktobra 2017. u bioskopima širom Srbije. Srpsku sinhronizaciju je producirao Basiviti. Nema DVD izdanja.

## Zaplet
Budućnost Ekvestrije je u opasnosti kada Kralj Oluja napadne Kanterlot s planom da ponijima ukrade čaroliju. U nikad pre viđenoj avanturi, poniji kreću na nezaboravan put izvan Ekvestrije, preko čarobnih planina i podmorskih svetova, na kojem će upoznati nove prijatelje te će s njima pokušati spasiti svoj dom.

## Uloge
| Ime lika           | Uloga                             | Srpski glas                                        |
| ------------------ | --------------------------------- | -------------------------------------------------- |
| Tvajlajt Sparkl    | Tara Strong Rebeka Šojket (vokal) | Mariana Aranđelović                                |
| Epldžek            | Ešli Bol                          | Aleksandra Širkić Snežana Jeremić Nešković (vokal) |
| Rejnbou Deš        | Ešli Bol                          | Aleksandra Širkić Snežana Jeremić Nešković (vokal) |
| Flateršaj          | Andrea Libman                     | Jelena Jovičić                                     |
| Pinki Paj          | Andrea Libman Šenon Čan-kent      | Jelena Jovičić                                     |
| Reriti             | Tebita St. Žermen Kazumi Evans    | Snežana Jeremić Nešković                           |
| Spajk              | Keti Veslak                       | Snežana Jeremić Nešković                           |
| Vetrovita          | Emili Blant                       | Sara Jovanović                                     |
| Princeza Selestija | Nikol Oliver                      | Jelena Jovičić                                     |
| Princeza Luna      | Tebita St. Žermen                 | Snežana Jeremić Nešković                           |
| Princeza Kejdens   | Brit Mekilip                      | Aleksandra Širkić                                  |
| Kaper              | Tej Digs                          | Boris Milivojević                                  |
| Gruber             | Majkl Penja                       | Marko Marković                                     |
| Kapetanica Seleano | Zoi Saldana                       | Jelena Jovičić                                     |
| Ptica Pevačica     | Sia                               | Mariana Aranđelović                                |
| Princeza Skajstar  | Kristen Čenouet                   | Vladislava Đorđević                                |
| Kraljica Novo      | Uzo Aduba                         | Jelisaveta Karadžić                                |
| Kralj Oluja        | Lijev Šrajber                     | Boda Ninković                                      |

## Pesme
| # | Originalni naslov | Srpski naslov         | Lik(ovi)                                                         |
| - | ----------------- | --------------------- | ---------------------------------------------------------------- |
| 1 |                   | /                     | /                                                                |
| 2 |                   | Zajedno je lakše      | Tvajlajt Sparkl, Flateršaj, Pinki, Epldžek, Rejnbou Deš i Reriti |
| 3 |                   | Ja sam pravi drug     | Kaper                                                            |
| 4 |                   | Vreme da budem sjajna | Rejnbou Deš, Kapetanica Seleano                                  |
| 5 |                   | Jedna mala stvar      | Pinki Paj, Princeza Skajstar                                     |
| 6 |                   | Otvori oči sad        | Vetrovita                                                        |
| 7 |                   | /                     | Ptica Pevačica                                                   |
| 8 |                   | /                     | /                                                                |

## Spoljašnje veze
- Moj mali poni: Film na sajtu  (jezik: engleski)